# Coahuila
För andra betydelser, se Coahuila (olika betydelser).
Coahuila (tidigare Coahuila de Zaragoza) är en av Mexikos delstater och ligger i norra delen av landet, gränsande till USA och delstaten Texas i norr. Den har cirka 2,7 miljoner invånare på en yta av 151 843 km², vilket gör den till den tredje till ytan största delstaten i landet. Administrativ huvudort och största stad är Saltillo. Det största storstadsområdet finner man dock runt Torreón i västra delen av delstaten, vid gränsen mot delstaten Durango. Andra stora städer är Ciudad Acuña, Monclova och Piedras Negras. Delstaten är indelad i 38 kommuner.